# Metadampetrus sublaevis
Metadampetrus sublaevis is een hooiwagen uit de familie Assamiidae.